# Spencer Perceval

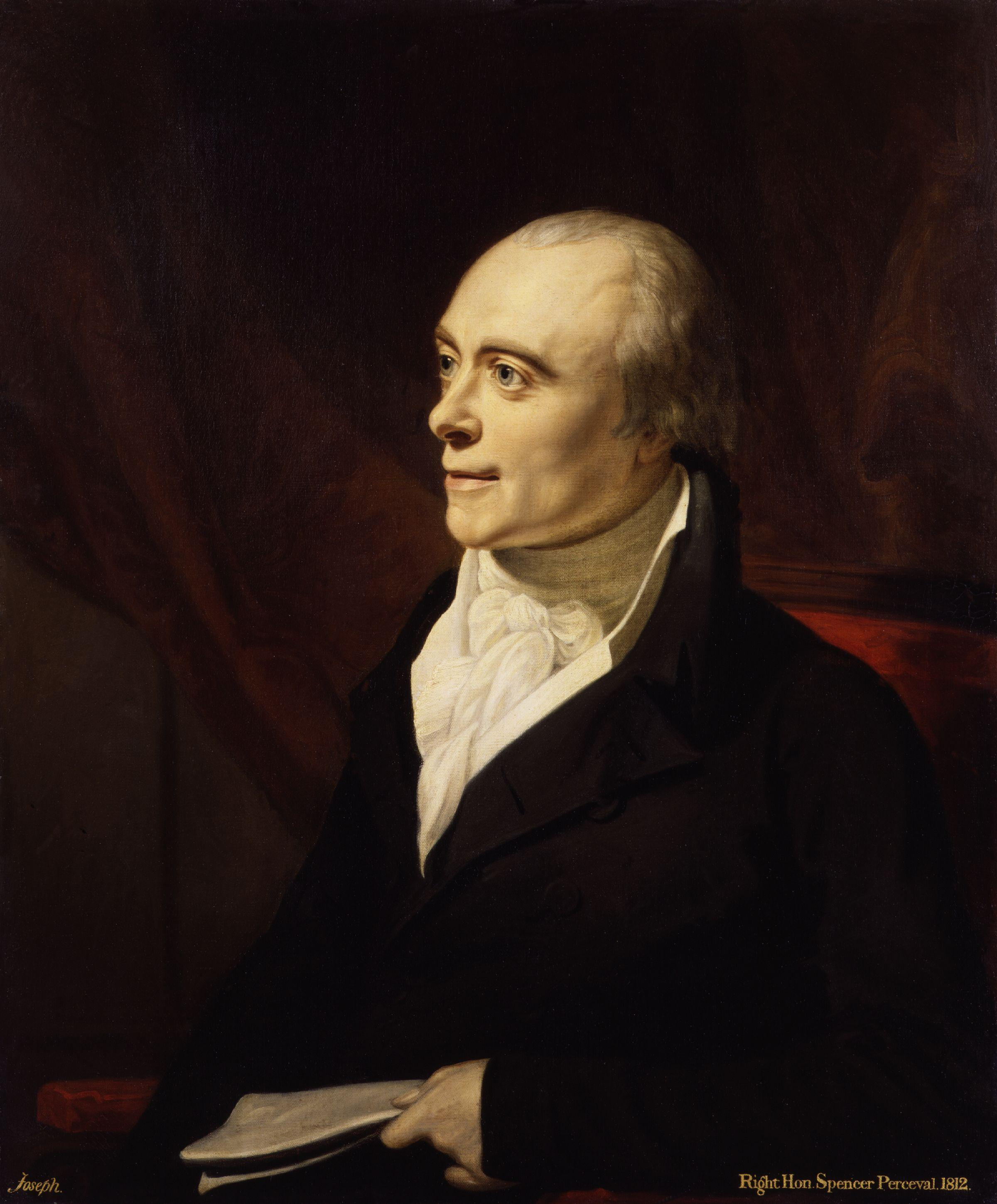
Spencer Perceval (George Francis Joseph festménye, 1812)

Spencer Perceval (London, 1762. november 1. – London, 1812. május 11.) angol államférfi, az egyetlen brit miniszterelnök, aki merényletben vesztette életét.

## Élete
John Egmont ír gróf másodszülött fia. Cambridge-ben végzett tanulmányai után mint ügyvéd működött Londonban, ahol különösen a Warren Hastings ellen folytatott per idején kiadott röpiratával Pitt figyelmét magára vonta. Pitt befolyásával aztán Nottinghamben az alsóházba választották, ahol a minisztérium rendületlen hívének mutatta magát. 1801-ben Addington alatt Solicitor general és 1802-ben Attorney general lett. 1806-ban (Pitt halála után) ezen hivatalait elvesztette és azután az alsóházban a tory-párt vezére lett. 1807 áprilisában, mint a kincstár kancellárja lépett az új kabinetbe és nemsokára a Lancester hercegségnek kancellári hivatalát is elnyerte. Ennek fejében erősen védelmezte az anglikán egyház kiváltságait és szenvedélyesen küzdött a katolikusok emancipációja ellen.

### A merénylet
1809 végén Portland visszalépése után Perceval lépett a kabinet élére. 1811-ben a régensség fölött folytatott vitában a királyi előjogok mellett kardoskodott, mely politikájával már szinte veszélyes reakciót idézett elő, midőn az alsóház küszöbén személyes bosszúból meggyilkolták.